# Датчани в Канада
Датчаните в Канада (на английски: Danish Canadians; на датски: Dansk-canadiere) са етническа група в Канада.

## Численост
Според преброяването от 2006 г., в Канада има 200 035 жители от датски произход , от които 17 650 са родени в Дания.

## История
Канада става важна дестинация за датчаните по време на периода след Втората световна война. Създадена е канадска имиграционна служба в Копенхаген.

## Известни личности
- Хейдън Кристенсен
- Размус Лердорф
- Лесли Нилсен